# Aleksándr Bogdánov
Aleksandr Aleksándrovich Bogdánov (nombre de pila en ruso: Алекса́ндр Алекса́ндрович Богда́нов, Aleksandr Aleksándrovich Malinovski, en bielorruso: Алякса́ндар Маліно́ўскі, Aliaksandr Malinouski; nacido en Sokółka, Gobernación de Grodno, Imperio ruso (hoy en Polonia), 22 de agosto de 1873, muerto en Moscú, URSS, 7 de abril de 1928) fue un médico, filósofo, economista y político bielorruso, cuyos intereses científicos fueron desde la Teoría de Sistemas hasta la posibilidad de rejuvenecimiento y un "colectivismo fisiológico" a través de las transfusiones de sangre. Fue, además, el autor de la denominada "teoría de las dos ciencias".

## Biografía
Hombre de muchos talentos e intereses, se formó en medicina y psiquiatría. Inventó una teoría filosófica original, que el mismo llamó tectología, y es actualmente considerado como el precursor de la teoría de sistemas. Fue además economista marxista, teórico de la cultura, escritor popular de ciencia ficción y militante comunista. La mayoría de sus trabajos no han sido aún traducidos a otros idiomas.

### Antes de la Primera Guerra Mundial
Étnicamente bielorruso, Aliaksandr Malinouski nació en una familia de profesores del mundo rural. Mientras estudiaba Medicina en la Universidad Estatal de Moscú, fue arrestado por unirse al grupo Naródnaya Volya. Fue exiliado a Tula, donde continuó sus estudios de Medicina en la Universidad de Járkov. Allí se involucró en actividades revolucionarias y publicó su Breve curso de ciencia económica en 1897. En 1899, se graduó como médico y publicó su siguiente trabajo: Elementos básicos de la perspectiva histórica de la naturaleza. Entonces fue arrestado por la Policía zarista del Imperio ruso, estuvo seis meses en prisión y luego fue exiliado a Vólogda. En su búsqueda de la justicia social, estudió filosofía política y economía, tomó el pseudónimo de Bogdánov y se unió a la fracción bolchevique del Partido Obrero Socialdemócrata de Rusia (POSDR) en 1903.
Durante los seis años siguientes, Bogdánov se convirtió en una figura importante entre los bolcheviques, solo por detrás de Lenin en influencia. Entre 1904 y 1906 publicó tres volúmenes del tratado filosófico Empiriomonismo, en el cual trató de mezclar el marxismo con la filosofía de Ernst Mach, Wilhelm Ostwald, y Richard Avenarius. Su trabajo influiría más tarde en gran número de teóricos marxistas, entre ellos, Nikolái Bujarin.
Después del fracaso de la Revolución Rusa de 1905, Bogdánov dirigió un grupo dentro de los bolcheviques («ultimatistas» y «otzovistas») que exigían el retiro de los diputados del POSDR de la Duma, y compitió con Lenin por el liderazgo bolchevique. Con la mayoría de dirigentes bolcheviques apoyando a Bogdánov o indecisos a mediados de 1908, las diferencias se volvieron irreconciliables y Lenin se concentró en socavar la reputación de Bogdánov como filósofo. En 1909, el futuro líder soviético publicaría un libro con una crítica mordaz titulado Materialismo y empiriocriticismo, atacando la posición de Bogdánov y acusándola de "idealismo filosófico".
En junio de 1909, Bogdánov fue vencido por Lenin en una conferencia bolchevique celebrada en París (Francia), organizada por el consejo de redacción de la revista Proletari. Fue expulsado de la facción bolchevique y se unió a su cuñado Anatoli Lunacharski, a Máximo Gorki y a otros otzovistas en la isla de Capri (Italia), donde comenzaron una escuela para los trabajadores de una fábrica rusa. En 1910, Bogdánov, Lunacharski, Mijaíl Pokrovski y sus seguidores se trasladaron a la Escuela de Bolonia, donde continuaron impartiendo clases hasta 1911, mientras Lenin y sus partidarios iniciaron una escuela rival a las afueras de París. Bogdánov rompió con los «otzovistas» en ese mismo año y abandonó las actividades revolucionarias. Después de seis años de emigración política en Europa Occidental, decidió volver a Rusia en 1914.
En Francia, Bogdánov trabajó en un estudio comparativo innovador del poder económico y militar de las naciones europeas, escrito entre 1912 y 1913. Fue el primer trabajo interdisciplinario sobre el análisis de sistemas, que más tarde fusionaría con la tectología. En su trabajo introdujo principios modernos de la teoría de sistemas y análisis de sistemas. Sin embargo, sus trabajos sobre el análisis de sistemas no fueron traducidos en vida, por ello no se conocieron fuera de Rusia por muchos años.

### Después de la Primera Guerra Mundial
Bogdánov sirvió en la Primera Guerra Mundial como médico en un hospital y no desempeñó ningún papel en la caída del Imperio Ruso. Después de que los bolcheviques tomaran el poder en octubre de 1917, rehusó formar parte de la celebración general y denunció que el nuevo régimen era similar al gobierno despótico y arbitrario de Alekséi Arakchéyev en la década de 1820. Entre 1913 y 1922, estuvo inmerso en la redacción de un amplio tratado filosófico, titulado Tectología: La organización universal de la ciencia, en el que se anticiparon muchas de las ideas básicas del análisis de sistemas, más tarde explorados por la cibernética. En 1918, se convirtió en profesor de Economía de la Universidad de Moscú y director de la recién establecida Academia Socialista de Ciencias Sociales, luego convertida en la Academia Comunista.
Entre 1918 y 1920, fue el fundador y líder teórico del movimiento artístico proletario conocido como Proletkult. En sus lecturas y artículos invocó la destrucción total de la “vieja cultura burguesa” en favor de una “cultura proletaria pura” para el futuro. Al principio el Proletkult, como otros movimientos culturales de corte radical de la época, tuvo apoyo financiero de las autoridades bolcheviques, pero a partir de 1919 la dirección bolchevique se volvió hostil y el 1 de diciembre de 1920 el diario Pravda publicó un artículo denunciando a Proletkult como una organización pequeño-burguesa que operaba fuera de las instituciones soviéticas y, por tanto, era un refugio para "elementos socialmente extraños". Posteriormente, ese mismo mes, el presidente de Proletkult fue destituido y Bogdánov perdió su butaca en el Comité Central del PCUS. Se retiró de la organización por completo un año más tarde.
En el verano de 1923, la policía secreta soviética lo arrestó por sospecha de haber inspirado el grupo de oposición La verdad de los trabajadores, recientemente descubierto. Tras ser interrogado fue puesto en libertad.

### Teoría del colectivismo fisiológico y muerte
Desarrolló su teoría del "colectivismo fisiológico" en 1920, misma que asumía que los viejos bolcheviques podían pasar sus ideas a las nuevas generaciones a través de transfusiones de sangre; de esta manera se superaban las "limitaciones de la individualidad", uniendo al pueblo en una "camaradería colectiva".
En 1924, comenzó con sus experimentos de transfusión sanguínea, aparentemente esperando conseguir la eterna juventud o por lo menos un rejuvenecimiento parcial. La hermana de Lenin, María Uliánova, estuvo entre las muchas personas que se ofrecieron voluntarias para formar parte de los experimentos. Después de someterse a 11 transfusiones de sangre, Bogdánov observó con satisfacción el mejoramiento de su vista, la suspensión de su calvicie y otros síntomas positivos. El revolucionario Leonid Krasin escribió a su esposa que «Bogdánov parece tener 7, no, 10 años menos después de la operación». Uliánova y Krasin convencieron a Stalin de que donara el edificio del comerciante Igúmnov a Bogdánov para la fundación del Instituto para Hematología y Transfusiones Sanguíneas, que se logró entre 1925 y 1926.
En 1928, perdió la vida como resultado de uno de sus experimentos, cuando se le inyectó en una transfusión la sangre de un estudiante que padecía de malaria y tuberculosis. Algunos académicos como Loren Graham han especulado que su muerte pudo haber sido un suicidio, pues Bogdánov escribió una carta política crítica poco antes de su último experimento, mientras que otros lo atribuyen a la incompatibilidad sanguínea, cuestión poco entendida en la época.
Fascinados con las nuevas teorías médicas, los bolcheviques retiraron el cerebro del cuerpo de Bogdánov y lo mantuvieron, junto con el cerebro de Lenin, en el Instituto del Cerebro, que fue fundado en la misma mansión donde estaba el Instituto para Hematología y Transfusiones Sanguíneas.

## Como autor de ciencia ficción
En 1908, Bogdánov publicó la novela Estrella Roja, una utopía futurista ambientada en Marte, en la cual realiza predicciones acerca de los desarrollos científicos y sociales en torno a la cibernética. Su utopía además toca temas feministas que más tarde serían comunes en el desarrollo de la ciencia ficción contemporánea.

## La tectología
La propuesta original de Bogdánov (la Tectología) consistió en unificar la física, la biología y las ciencias sociales por considerarlas como sistemas de relaciones. Su tratado de tectología, finalizado a principios de la década de 1920, anticipó muchas de las ideas que serían popularizadas más tarde por Norbert Wiener en Cybernetics y por Ludwig von Bertalanffy en La teoría general de los sistemas. Hay sugerencias de que ambos autores pudieron haber leído la traducción alemana de 1928 de “Tectología”. En la Unión Soviética Lenin (y más tarde Stalin) consideraron la filosofía natural de Bogdánov como una amenaza ideológica al materialismo dialéctico, por lo que el tratado fue suprimido de la opinión pública. Su redescubrimiento no ocurriría hasta la década de 1970.

## Legado
Tanto su obra de ciencia ficción como sus escritos políticos fueron presentados por Zenovia Sochor, a la espera de una hipotética próxima revolución contra el capitalismo, para formar una sociedad tecnocrática. Esto se daría porque los trabajadores carecerían de los conocimientos y la iniciativa para tomar el control de los asuntos sociales por sí mismos, como resultado de la naturaleza jerárquica y autoritaria del proceso de producción capitalista. Sin embargo, Bogdánov consideró que el modelo jerárquico y autoritario de organización del PCUS tenía también culpa. No obstante, también consideró que la organización (al menos en parte) era necesaria e inevitable. Como bolchevique no leninista, el trabajo de Bogdánov tuvo gran influencia en las fracciones disidentes de la Unión Soviética, que se volvieron en contra de la autocracia bolchevique entre 1920 y 1939, pero que aceptaron la necesidad de una revolución y el deseo de preservar los logros obtenidos por el poder soviético.

## Algunas publicaciones
- Elementos fundamentales de la comprensión histórica de la naturaleza. Naturaleza - Vida - Psique - Sociedad, 1899
- Sobre la psicología de la sociedad. St. Petersburg: Dorowatowski & Tscharuschnikow, 1904
- Empiriomonismo Libros I-III, 1905 - 1907
- El país de los ídolos y la filosofía del marxismo, In: Otscherki po filossofi marxisma. St. Petersburg, [ed. "Serno"], 1908
- Estrella roja, 1908
- Filosofía de la experiencia vital, 1913
- El ingeniero Menni, 1913
- La ciencia de la conciencia social, 1914
- Tektología. La ciencia universal de la organización (Libros I-III 1913-1928)